# Szingapúri férfi jégkorong-válogatott
A szingapúri férfi jégkorong-válogatott Szingapúr nemzeti csapata, amelyet a Szingapúri Jégkorongszövetség (angolul: Singapore Ice Hockey Association) irányít. Első mérkőzésüket 2008. március 24-én játszották. 2022-ben csatlakoztak a nemzetközi mezőnyhöz, amikor részt vettek a divízió IV-es világbajnokságon és a legjobb helyezésüket is ekkor érték el, amikor a 47. helyen (3. hely a divízió IV csoportban) végeztek és feljutottak a divízió III/B csoportba. 2023 és 2025 között a divízió III-ban szerepeltek. 2023-ban a 4., 2024-ben az 5., míg 2025-ben a 6. helyen végeztek a csoportban és kiestek a divízió IV-be.  

## Eredmények

### Világbajnokság
- 1920–1996 – Nem tagja az IIHF-nek.
- 1997–2019 – Nem vett részt
- 2020 – Törölve a Covid19-pandémia miatt[1]
- 2021 – Törölve a Covid19-pandémia miatt[2]
- 2022 – 47. hely (3. a Divízió IV-ben)
- 2023 – 49. hely (4. a Divízió III/B-ben)
- 2024 – 51. hely (5. a Divízió III/B-ben)
- 2025 – 52. hely (6. a Divízió III/B-ben)